# IC 1465
IC 1465 — галактика типу *2 (подвійна зірка) у сузір'ї Пегас.
Цей об'єкт міститься в оригінальній редакції індексного каталогу.